# 阿氏六鬚鯰
阿氏六鬚鯰，為輻鰭魚綱鯰形目鯰科鯰屬的其中一種，為溫帶淡水魚，分布於歐洲希臘Acheloos淡水流域，體長可達46公分，棲息在底層水域，生活習性不明，可做為食用魚。

## 扩展阅读
維基物種上的相關：阿氏六鬚鯰